# Contenidos
Contenidos es el tercer álbum de estudio de la banda argentina de hard rock y heavy metal Riff, publicado en 1982 por Tonodisc/ATC.
Reeditado en CD en 1992 por Musimundo S.A., al no tener los derechos para poder ponerle la carátula original, se le puso una carátula distinta. 
El álbum fue remasterizado y reeditado en CD por DBN en 2006.

## Lista de canciones
| N.º   | Título                     | Escritor(es)                                  | Duración |  |
| 1.    | «Susy Cadillac»            | Pappo, Michel Peyronel                        | 4:00     |  |
| 2.    | «Mal romance»              | Vitico, Michel Peyronel                       | 2:54     |  |
| 3.    | «Hoy no hago nada»         | Vitico, Pappo, Michel Peyronel, Boff Serafine | 3:39     |  |
| 4.    | «Lo que quieras hacer»     | Vitico                                        | 3:12     |  |
| 5.    | «Pantalla del mundo nuevo» | Michel Peyronel                               | 4:14     |  |
| 6.    | «Me tienen cansado»        | Pappo                                         | 2:31     |  |
| 7.    | «Héroes del asfalto»       | Pappo, Boff Serafine                          | 4:19     |  |
| 8.    | «Duro invierno»            | Pappo                                         | 3:01     |  |
| 9.    | «Maquinación»              | Pappo, Michel Peyronel                        | 4:23     |  |
| 10.   | «Tiempo distante»          | Pappo, Boff Serafine                          | 2:57     |  |
| 35:15 |                            |                                               |          |  |

## Integrantes
- Pappo - Voz y guitarra líder.
- Boff Serafine - Guitarra rítmica.
- Vitico - Bajo y voz.
- Michel Peyronel - Batería y voz.